# 迈克·莫里森
迈克尔·菲茨杰拉德·莫里森（英語：Michael Fitzgerald Morrison，1967年8月16日—），美国NBA联盟前职业篮球运动员。他在1989年的NBA选秀中第2轮第24顺位被菲尼克斯太阳选中。